# Medaglia per lo sviluppo delle ferrovie
La medaglia per lo sviluppo delle ferrovie è un premio statale della Federazione Russa.

## Storia
La medaglia è stata istituita il 9 luglio 2007.

## Assegnazione
La medaglia è assegnata ai cittadini per il loro contributo allo sviluppo del trasporto ferroviario nella Federazione Russa e per il grande contributo alla formazione, ricerca e ad altre attività volte a migliorare l'efficienza ferroviaria. La medaglia, di regola, viene assegnato a coloro che hanno il titolo onorifico di "lavoratore nei trasporti onorato della Federazione Russa". La medaglia può anche essere assegnato a cittadini stranieri per altissimi meriti nel campo dello sviluppo del trasporto ferroviario nella Federazione Russa.

## Insegne
- La medaglia è d'argento. Il dritto reca un'immagine della prima locomotiva a vapore russa e una locomotiva moderna. Il rovescio reca l'iscrizione "PER LO SVILUPPO DELLE FERROVIE" (Russo: "ЗА РАЗВИТИЕ ЖЕЛЕЗНЫХ ДОРОГ").
- Il nastro è verde con un doppio bordo nero e bianco.